# 엘렌드 외위에
엘렌드 외위에(Erlend Otre Øye, 1975년 11월 21일 ~ )는 노르웨이 베르겐 출신의 작곡가, 음악가, 프로듀서, 가수이다. 아이릭 글람베크 뵈에(Eirik Glambek Bøe)와 함께한 인디포크 2인조 킹스 오브 컨비니언스로 가장 잘 알려져 있다. 밴드 더 화이티스트 보이 얼라이브의 리더였으며, 독립 레코드 레이블인 버블즈 레코드의 창립자이다.
엘렌드 외위에(Erlend Øye)는 외래어 표기법에 따른 발음이나 일반적으로 '얼렌드 오여'라는 이름으로 불린다.

## 같이 보기
- 킹스 오브 컨비니언스
- 더 화이티스트 보이 얼라이브
- 아이릭 글람베크 뵈에
- 로익솝